# Robert Urban

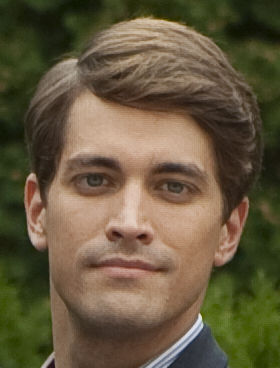
Robert Urban jako Freddy Valenta v televizním seriálu První republika

Robert Urban (* 30. července 1986 Ostrava) je český divadelní, filmový a seriálový herec a zpěvák.
Od dětství se aktivně věnoval tanci a zpěvu. Zúčastnil se Mistrovství ČR v latinskoamerických tancích a ve stepu. Na základní školu docházel v Ostravě. V roce 2009 absolvoval hudebně dramatický obor na Janáčkově konzervatoři v Ostravě.
Občas moderuje na Hitradio City 93,7fm 

## Filmografie

### Filmy
- Královský slib (2001)
- Isabel (2013) – Adam

### TV seriály
- První republika (2014) – František „Freddy“ Valenta[1]
- Kadeřnictví (2018) – Petr
- Tvoje tvář má známý hlas (2019)
- Ordinace v růžové zahradě 2 (seriál) Dan Zach
- Zoo (2022) – soudce Petr Kříž
- Dobré zprávy (2022) – producent David Lhoták
- Eliška a Damián (2023) – princ Damián
- ZOO Nové začátky (2025) – soudce Petr Kříž
- Dvě princezny (2025) – princ Damián

## Divadelní role

### Městské divadlo Brno[2]
- Jezinky a bezinky aneb Arsenik a staré tety (Joseph Kesselring), režie Petr Gazdík, role O’Hara, strážník
- Zorro (John Cameron, Stephen Clark, Helen Edmundson, Isabel Allende), režie Petr Gazdík, role Company
- Kočky (Andrew Lloyd Webber, Thomas Stearns Eliot), režie Stanislav Moša, role Abraka-máryfuk
- Mefisto (Klaus Mann), režie Petr Kracik, role Číšníci, herci
- Flashdance (Tom Hedley, Robert Cary, Robbie Roth), režie Stanislav Moša, role Swig
- Don Juan (Vašo Patejdl, Ivan Hubač, Eduard Krečmar, Martin Hrdinka), režie Petr Gazdík, role Diego
- Noc na Karlštejně (Karel Svoboda, Zdeněk Podskalský, Jiří Štaidl, Eduard Krečmar), režie Igor Ondříček, role Dvůr císařský, kejklíři, panoši a zbrojnoši, fraucimór, trubači
- Duch (Bruce Joel Rubin, Dave Stewart, Glen Ballard), režie Stanislav Moša, role Company

### Další divadla
- Královna Kapeska (Alena a Jan Pixovi, Kristýna Pixová, Tomáš Beran, Juraj Čiernik) – divadlo Hybernia a HDK, role král Jirka

- Kočky – Národní divadlo moravskoslezské, role Mungojerrie
- Zpívání v dešti -- divadlo Hybernia, role Cosmo Brown